# Rozmierka
Rozmierka [pronunciación en polaco: /rɔzˈmjɛrka/] (en alemán: Rosmierka, 1936-45: Maßdorf) es un pueblo ubicado en el distrito administrativo de Gmina Strzelce Opolskie, dentro del Condado de Strzelce, Voivodato de Opole, en el sur de Polonia occidental. Se encuentra aproximadamente a 8 kilómetros al norte de Strzelce Opolskie y a 28 kilómetros al sureste de la capital regional Opole.
Antes de 1945, el área fue parte de Alemania.